# Antin (Hautes-Pyrénées)
Antin település Franciaországban, Hautes-Pyrénées megyében. Lakosainak száma 94 fő (2022. január 1.). Antin Mazerolles, Bernadets-Debat, Bouilh-Devant, Lapeyre, Lubret-Saint-Luc, Osmets és Trouley-Labarthe községekkel határos.

## Népesség
A település népességének változása:
| Lakosok száma | 130  | 116  | 115  | 106  | 108  | 105  | 101  | 98   | 94   |
|               | 2013 | 2015 | 2016 | 2017 | 2018 | 2019 | 2020 | 2021 | 2022 |